# Whiteswan Lake Provincial Park
Der Whiteswan Lake Provincial Park ist ein 19,94 km² großer Provincial Park in der kanadischen Provinz British Columbia. Das Schutzgebiet wurde am 2. August 1978 eingerichtet. Wie bei fast allen Provinzparks in British Columbia gilt jedoch auch für diesen, dass er – lange bevor die Gegend von Einwanderern besiedelt oder Teil eines Parks wurde – Jagd- und Fischereigebiet verschiedener Stämme der First Nations, hier hauptsächlich der Ktunaxa, war.
Bei dem Park handelt es sich um ein Schutzgebiet der IUCN-Kategorie II (Nationalpark).

## Lage
Der Provinzpark befindet sich im Regional District of East Kootenay im Südosten der Provinz. Das Schutzgebiet liegt abgelegen in den Kootenay Ranges, die zu den Kanadischen Rocky Mountains gehören. Es erstreckt sich über eine Niederung zwischen den Flüssen White River im Osten und Lussier River im Westen. In der etwa 1150 m hoch gelegenen Niederung befindet sich der 4 km² große Whiteswan Lake sowie der 30 ha große Alves Lake.

## Natur und Fauna
Das Ökosystem von British Columbia wird mit dem Biogeoclimatic Ecological Classification (BEC) Zoning System in verschiedene biogeoklimatischen Zonen eingeteilt. Biogeoklimatische Zonen zeichnen sich durch ein grundsätzlich identisches oder sehr ähnliches Klima sowie gleiche oder sehr ähnliche biologische und geologische Voraussetzungen aus. Daraus resultiert in den jeweiligen Zonen dann auch ein sehr ähnlicher Bestand an Pflanzen und Tieren. Innerhalb dieser Systematik wird das Parkgebiet der Montane Spruce Zone zugeordnet.
Im Park leben Elche, Schneeziegen, Dickhornschafe, Wapiti, Hirsche, Grizzlybären und Schwarzbären. Vögel im Park sind Eistaucher, Rothalstaucher, Gürtelfischer, Kanadareiher, Weißkopfseeadler und Steinadler. In den Seen kommt die Regenbogenforelle vor.

## Attraktionen
Neben den beiden Bergseen bildet die Thermalquelle Lussier Hot Springs (⊙) am Lussier River gelegen eine Attraktion im Provinzpark.

## Zugang
Den Provinzpark erreicht man über die Whiteswan Lake Forest Service Road, die 5 km südlich von Canal Flats vom Highway 93 abzweigt und 17 km nach Osten zum Parkeingang führt. Zwischen Ende September und Anfang Mai ist der Provinzpark nur eingeschränkt in Betrieb.

## Aktivitäten
Im Park gibt es fünf am Seeufer oder Flussufer gelegene Campingplätze mit insgesamt 114 (teilweise reservierbare) Stellplätzen für Wohnmobile und Zelte sowie einfachen Sanitäranlagen. Es gibt außerdem drei Bootsrampen. Angeln ist mit der entsprechenden Lizenz erlaubt.